# Кадамджай
Кадамджай (на киргизки: Кадамжай; на руски: Кадамджай) е град в Кадамджайския район на Баткенска област, Киргизстан. Градът е административен център на Кадамджайския район и по данни от 2021 г. има население от 14 049 жители. Разположен е между градовете Айдаркен (на запад), Къзъл Кия (на изток) и узбекския ексклав Шахимардан (на юг), по двата бряга на река Ак Суу. На север Кадамджай опира в границата с Узбекистан.
Кадамджай възниква в средата на 20 век покрай едноименния рудник за добив на антимон. През 1938 г. е обявен за минно селище. В периода 1940-2006 г. има статут на село и официално се е нарича Фрунзе, а съседното село Пулгон, разположено на север от него - Фрунзенское. През 2012 г. Кадамджай е обявен за град, като в състава му са включени селата Пулгон, Таш Кия и Чал Таш.
Смята се, че на територията на Кадамджайския район се намира второто по големина находище на живак-антимон в света. Кадамджайският антимонен комбинат е един от най-големите заводи в Киргизстан. А в съседство е разположен Айдаркенският живачен комбинат, който е третият най-голям производител на първичен живак.
„Металург Кадамджай“ е местният футболен клуб, който става шампион на Киргизстан през 1997 г.